# Precision Castparts Corp
 (juin 2022).
La mise en forme du texte ne suit pas les recommandations de Wikipédia : il faut le « wikifier ».
Les points d'amélioration suivants sont les cas les plus fréquents. Le détail des points à revoir est peut-être précisé sur la page de discussion.
- Les titres sont pré-formatés par le logiciel. Ils ne sont ni en capitales, ni en gras.
- Le texte ne doit pas être écrit en capitales (les noms de famille non plus), ni en gras, ni en italique, ni en « petit »…
- Le gras n'est utilisé que pour surligner le titre de l'article dans l'introduction, une seule fois.
- L'italique est rarement utilisé : mots en langue étrangère, titres d'œuvres, noms de bateaux, etc.
- Les citations ne sont pas en italique mais en corps de texte normal. Elles sont entourées par des guillemets français : « et ».
- Les listes à puces sont à éviter, des paragraphes rédigés étant largement préférés. Les tableaux sont à réserver à la présentation de données structurées (résultats, etc.).
- Les appels de note de bas de page (petits chiffres en exposant, introduits par l'outil «  Source ») sont à placer entre la fin de phrase et le point final[comme ça].
- Les liens internes (vers d'autres articles de Wikipédia) sont à choisir avec parcimonie. Créez des liens vers des articles approfondissant le sujet. Les termes génériques sans rapport avec le sujet sont à éviter, ainsi que les répétitions de liens vers un même terme.
- Les liens externes sont à placer uniquement dans une section « Liens externes », à la fin de l'article. Ces liens sont à choisir avec parcimonie suivant les règles définies. Si un lien sert de source à l'article, son insertion dans le texte est à faire par les notes de bas de page.
- La présentation des références doit suivre les conventions bibliographiques. Il est recommandé d'utiliser les modèles {{Ouvrage}}, {{Chapitre}}, {{Article}}, {{Lien web}} et/ou {{Bibliographie}}. Le mode d'édition visuel peut mettre en forme automatiquement les références.
- Insérer une infobox (cadre d'informations à droite) n'est pas obligatoire pour parachever la mise en page.

Pour une aide détaillée, merci de consulter Aide:Wikification.
Si vous pensez que ces points ont été résolus, vous pouvez retirer ce bandeau et améliorer la mise en forme d'un autre article.
Precision Castparts Corp. est une entreprise américaine de biens industriels et de fabrication de métaux qui fabrique des pièces moulées à la cire perdue, des composants forgés et des moulages d'ailettes destinés aux secteurs de l'aérospatiale, des turbines à gaz industrielles et de la défense. En 2009, elle se classait au 362e rang de la liste Fortune 500 et au 11e rang de l'industrie aérospatiale et de la défense. En 2015, elle se classait au 322e rang et au 9e rang de l'industrie aérospatiale et de la défense. En 2014, elle se classait au 133e rang du S&P 500 en fonction de sa capitalisation boursière. En janvier 2016, l'entreprise est devenue une filiale de Berkshire Hathaway. Avant cet événement, elle était l'une des trois entreprises Fortune 500 ayant leur siège en Oregon.

## Histoire
Precision Castparts (PCC) a été fondée par Joseph Buford Cox le 1er avril 1953. Cox était propriétaire d'Oregon Saw Chain et avait lancé en 1949 une opération de moulage pour fabriquer des dents de scie avec le directeur général adjoint Ed Cooley qui travaillait également sur le projet. En 1953, Cox a séparé les deux entreprises et PCC a été formé, déménageant dans une nouvelle installation plus grande en 1955, et se constituant en société l'année suivante avec Ed Cooley comme l'un des propriétaires.
1960 à 1970
Au début des années 1960, la société a commencé à obtenir des contrats pour fournir des pièces pour les moteurs à réaction. En 1967, elle a obtenu un contrat de General Electric pour fournir des pièces pour son moteur TF39 et un autre contrat avec Pratt & Whitney. L'année suivante, la société a été introduite en bourse et a commencé à travailler avec Boeing. En 1968, Precision Castparts est devenue une société publique en offrant 120 000 actions ordinaires à 1 100 nouveaux actionnaires. Dans les années 1970, PCC moulait également des pièces pour le remplacement de parties du corps telles que les hanches et les genoux.
1980 à 1990
Au début des années 1980, PCC a agrandi ses installations avec plusieurs ajouts. En 1985, la société a acquis une fonderie de titane en Europe et a construit une nouvelle usine l'année suivante en France. Au cours des années suivantes, PCC a acquis d'autres sociétés telles que Airfoils et AETC Limited en Grande-Bretagne. En 1989, PCC a été cotée à la bourse de New York sous le nom de PCP.
En 1991, Bill McCormick est devenu PDG. Les acquisitions se poursuivent dans les années 1990 avec Advanced Forming Technology, ACC Electronics, Quamco, Astro Punch et Olofsson Corporation. En 1997, PCC rachète J&L Fiber Services, Pittler Maschinenfabrik GmbH et Schlosser Casting Company. Au cours des dix années suivantes, la société a poursuivi sa croissance en acquérant d'autres sociétés dans le monde entier, notamment en Roumanie, en Écosse, en Suisse et en Australie, ainsi que des sociétés aux États-Unis, dont SPS Technologies. L'un des achats les plus importants de la société a été l'acquisition de Wyman-Gordon Company en 1999, pour un montant de 990 millions de dollars[réf. nécessaire]. Ils ont également construit ou se sont associés à des partenaires pour construire des usines dans de nombreux pays du monde, notamment en Inde, en République tchèque, en Hongrie, en Chine et en Malaisie.
2000 à Aujourd'hui
En 2002, Mark Donegan est devenu président et PDG. En 2006, Precision a bénéficié d'allégements fiscaux de la part des autorités locales de la région métropolitaine de Portland en échange de l'agrandissement de son usine. En 2007, l'entreprise a acheté Cherry Aerospace afin d'étendre ses activités dans le domaine des fixations[11]. Après avoir été classée 568e plus grande entreprise américaine par Fortune en 2007[12], l'entreprise est devenue une entreprise Fortune 500 l'année suivante en se classant 444, puis 362 en 2009[3]. Elle était classée 322 avant sa vente à Berkshire en 2016.
PCC a annoncé l'achat de Carlton Forge Works en octobre 2009 pour 850 millions de dollars et de Primus International Inc. en juillet 2011 dans le cadre d'une transaction de 900 millions de dollars. Primus fabriquait des pièces pour les avions, vendant leurs produits à Airbus et Boeing. En mai 2012, PCC a acquis Centra Industries Inc. un fabricant de pièces d'avion pour Boeing, Lockheed Martin, Northrop Grumman, Spirit AeroSystems, Mitsubishi Heavy Industries et Bombardier. Ils ont deux usines basées à Cambridge, Ontario, Canada Texas Honing a été acheté par PCC en octobre 2012, suivi par l'acquisition de Titanium Metals pour 2,9 milliards de dollars en novembre 2012.
Le 10 août 2015, les conseils d'administration de Berkshire Hathaway Inc. et de Precision Castparts Corp. ont approuvé à l'unanimité un accord définitif prévoyant l'acquisition par Berkshire Hathaway, pour 235 dollars par action en espèces, de toutes les actions PCC en circulation, pour un montant total de 37 milliards de dollars, y compris la dette prise en charge. La vente a été finalisée le 29 janvier 2016, date à laquelle Berkshire Hathaway est devenu propriétaire de Precision Castparts. En 2021, Berkshire Hathaway a procédé à une dépréciation de près de 11 milliards de dollars sur l'investissement.

## Environnement
En mai 2011, des produits chimiques toxiques tels que du dioxyde d'azote et de l'acide chlorhydrique ont été libérés de manière inattendue dans l'usine de titane de l'entreprise située sur Johnson Creek Blvd, à Portland, dans l'Oregon. Les pompiers ont eu du mal à arrêter l'usine.
L'indice Toxic 100 Air polluters de l'Université du Massachusetts a classé Precision Castparts comme le premier pollueur atmosphérique des États-Unis dans l'édition d'août 2013, ce que l'entreprise a qualifié d'étude erronée.

## Finances
| Année | Chiffre d'affaires | Bénéfice net |
| ----- | ------------------ | ------------ |
| 2004  | $1,913             | $117         |
| 2005  | $2,919             | ($1.7)       |
| 2006  | $3,546             | $350         |
| 2007  | $5,361             | $633         |
| 2008  | $6,852             | $987         |
| 2009  | $6,801             | $1,044       |
| 2010  | $5,486             | $922         |
| 2011  | $6,209             | $1,015       |
| 2012  | $7,202             | $1,226       |
| 2013  | $8,361             | $1,430       |
| 2014  | $9,616             | $1,784       |

Cotée à la bourse de New York sous le nom de PCP, l'entreprise faisait partie de l'indice S&P 400. En 2007, Precision est passée à l'indice boursier S&P 500.Comme le montre le tableau ci-dessus, les revenus de PCP ont augmenté de 52 pour cent en 2007, passant de 3,5 milliards de dollars en 2006 à 5,4 milliards de dollars. La dette totale a augmenté de 29 %, passant de 677 millions de dollars en 2006 à 873 millions de dollars en 2007. L'augmentation des revenus et de la dette est due en partie à deux acquisitions réalisées en février 2007 : GSC Foundries, Inc. (GSC), anciennement un concurrent de PCP dans la production de pièces moulées de précision en aluminium et en acier, et Cherry Aerospace LLC (Cherry), un fabricant de rivets aveugles et de boulons aveugles pour l'aérospatiale.

## Produits
L'entreprise fabrique une variété de pièces pour l'industrie aérospatiale, y compris de nombreux composants de moteurs à réaction. PCC fabrique également des prothèses médicales et des pièces pour d'autres applications industrielles telles que l'industrie pétrolière, l'industrie gazière et les turbines de production d'électricité. Elle est considérée comme un leader dans la fabrication d'ailettes de moteurs à réaction et de turbines à gaz utilisées pour produire de l'électricité. [L'entreprise génère un revenu de 1,5 million de dollars pour chaque Boeing 787 Dreamliner construit. Les autres produits fabriqués à partir des différents métaux sont des fixations, des produits pour l'industrie du papier, des pièces utilisées dans l'industrie de la défense et des pièces pour l'industrie automobile. Les principaux marchés de PCC sont les États-Unis, l'Europe et l'Asie.